# Michael Lipman
Michael Ross Lipman (Londra, 16 gennaio 1980) è un ex rugbista a 15 britannico, terza linea ala, già internazionale per l’Inghilterra.

## Biografia
Nato a Londra ma cresciuto in Australia, rappresentò a livello Under-21 sia il Nuovo Galles del Sud che la stessa Australia.
Fino al 2001 militò in squadre di club di quel Paese, poi tornò nel Regno Unito e fu ingaggiato dal Bristol.
Nel 2003 si trasferì al Bath e l'anno dopo esordì in Nazionale maggiore.
Nel 2005 si imbatté in una serie di infortuni che lo tennero lontano dai campi per quasi un anno: dapprima la rottura di un tendine alla caviglia, poi una frattura allo zigomo e un'altra all'arcata orbitale; rientrato in campo alla fine della stagione, nel giugno 2006 si produsse in un'ottima performance contro l'Australia nella Cook Cup.
Inserito nella squadra che si preparò alla Coppa del Mondo di rugby 2007, non vi prese poi parte.
All'inizio escluso, fu poi chiamato nella selezione inglese al Sei Nazioni 2008, nel quale disputò 4 incontri su 5 del torneo.
Nel maggio successivo fu convocato da Brian Ashton anche per il tour di giugno in Nuova Zelanda, in cui disputò i suoi ultimi test match internazionali.
Nel giugno 2009 Lipman, insieme ad altri due compagni di squadra, rescisse unilateralmente il suo contratto con il Bath: alla base di ciò Lipman sostiene vi furono accuse del club — mai provate — di essersi rifiutato, in tre occasioni, di sottoporsi a test antidoping; ritenendo diffamatorie tali voci, Lipman e i suoi colleghi dichiararono estinto il proprio rapporto fiduciario con il Bath; la questione terminò davanti al consiglio disciplinare della Federazione inglese che, pur escludendo pratiche illecite a carico di Lipman e degli altri giocatori coinvolti nel caso, inflisse comunque sanzioni per condotta disdicevole e pregiudizievole; in particolare a Lipman furono inflitti nove mesi di sospensione.
Terminata la squalifica, ad aprile 2010 Lipman tornò in Australia per militare nello Shute Shield nelle file del Warringah (Sydney); firmò poi un contratto con la franchise di Super Rugby dei Melbourne Rebels, ma al termine della sua seconda stagione, nel 2012, decise l'immediato ritiro dalle competizioni per timore di danni cerebrali dovuti a troppe commozioni subite durante l'attività.

## Palmarès
- Challenge Cup: 1
Bath: 2007-08